# Monument du prince Michel à Belgrade
Le monument du prince Michel à Belgrade (en serbe cyrillique : Споменик кнезу Михаилу у Београду ; en serbe latin : Spomenik knezu Mihailu u Beogradu) est une statue équestre située à Belgrade, dans la municipalité de Stari grad, en Serbie. Érigée en 1882 sur la place de la République (Trg republike), elle célèbre le souvenir du prince Michel Obrenović. En raison de son importance, la statue est inscrite sur la liste des monuments culturels de grande importance de la République de Serbie (identifiant no SK 11) et sur la liste des biens culturels de la Ville de Belgrade.

## Présentation
Situé sur la place de la République, souvent considérée le centre de Belgrade, le monument du prince Michel se trouve en face du musée national de Serbie. Érigée en 1882 par le sculpteur italien Enrico Paci, cette statue est considérée comme la première statue équestre monumentale élevée en Serbie.

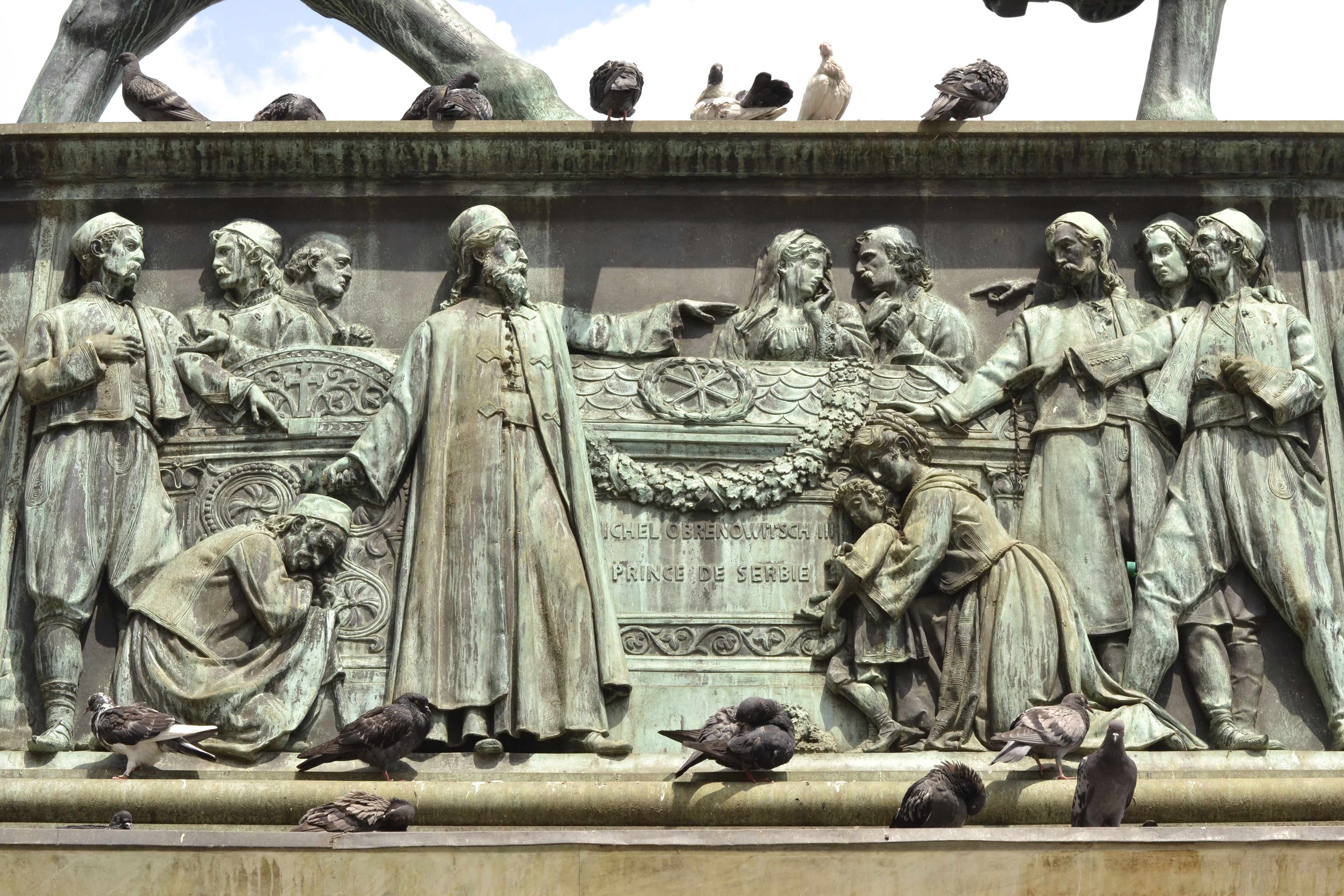
Détail du socle

Le prince Michel III Obrenović, libérateur de la Serbie contre l'occupant turc est représenté le bras tendu en direction du sud-est, vers Constantinople (aujourd'hui Istanbul), pour montrer aux Turcs où repartir. La statue est placée sur un piédestal en bronze, reposant lui-même sur un socle en marbre orné de plaques de bronze indiquant le nom des villes libérées. Les scènes du piédestal de bronze ont été réalisées d'après des dessins de l'architecte Konstantin Jovanović.
Des travaux de restauration ont été effectués sur le monument en 1986 et il a été nettoyé en 1995.